# Черниково (гмина)
Черниково (пол. Czernikowo) — сельская гмина (волость) в Польше, входит как административная единица в Торуньский повет, Куявско-Поморское воеводство. Население — 8595 человек (на 2005 год).

## Сельские округа
1. Черниково
2. Черникувко
3. Яцково
4. Келпины
5. Кияшково
6. Лицишевы
7. Маковиска
8. Мазовше
9. Осувка
10. Мазовше-Парцеле
11. Покшивно
12. Сквирыново
13. Стеклин
14. Стеклинек
15. Витовонж
16. Зимны-Здруй
17. Выгода

## Соседние гмины
1. Гмина Бобровники
2. Гмина Цехоцин
3. Цехоцинек
4. Гмина Кикул
5. Гмина Липно
6. Нешава
7. Гмина Оброво
8. Гмина Рацёнжек
9. Гмина Збуйно